# Gerit Kopietz
Gerit Kopietz (* 22. Januar 1963 in Möckmühl) ist eine deutsche Autorin von Kinder- und Jugendbüchern.

## Leben
Sie wuchs in Löwenstein und Willsbach auf, besuchte das Justinus-Kerner-Gymnasium in Weinsberg und machte danach eine Ausbildung als Erzieherin.
Seit 1993 schreibt sie gemeinsam mit ihrem Mann Jörg Sommer Kinder- und Jugendbücher. Bis zum Jahr 2006 sind mehr als 160 Titel erschienen, die in 29 Sprachen übersetzt wurden. Die Gesamtauflage ihrer Titel liegt bei etwa drei Millionen.
Das Ehepaar schreibt außerdem auch Hörspiele, Theaterstücke und Drehbücher fürs Fernsehen. Des Weiteren haben sie gemeinsam zwei Lernspielreihen und zahlreiche Brettspiele entwickelt und schreiben Liedtexte für Produzenten von Kinderliedern.
Gerit Kopietz lebt mit ihrem Mann und ihren vier Kindern in Bad Friedrichshall.

## Veröffentlichungen
- Achtung, UFO in der Schule!, Bindlach, Loewe, 1999
- Apachen in der Tulpenstraße, Wien, Ueberreuter, 1999
- Cash, Wien, Ueberreuter, 2000
- Charly Clever & Doktor Lupe – die verschwundenen Zwillinge, Bindlach, Loewe, 2000
- Charly Clever & Doktor Lupe – Gefahr an Bord!, Bindlach, Loewe, 2000
- Charly Clever & Doktor Lupe auf heißer Spur, Bindlach, Loewe, 2001
- Charly Clever & Doktor Lupe auf Tigerjagd, Bindlach, Loewe, 2000
- Charly Clever & Doktor Lupe gefangen im City-Turm, Bindlach, Loewe, 2000
- Charly Clever & Doktor Lupe greifen ein!, Bindlach, Loewe, 2001
- Charly Clever & Doktor Lupe und der schwarze Ritter, Bindlach, Loewe, 2001
- Charly Clever & Doktor Lupe voll in Fahrt, Bindlach, Loewe, 2002
- Das gefrässige Parkhaus, Wien, Ueberreuter, 2000
- Das große Buch der Sinne, Wien, Betz, 2000
- Der Erziehungskompass, Köln, PapyRossa Verlag, 2006
- Detektivgeschichten, Abenteuergeschichten, Rheda-Wiedenbrück, RM Buch und Medien Vertrieb u. a., 2009
- Die Angst ist schwarz, Wien, Ueberreuter, 1999
- Die blauen Löwen im Fußballfieber, Gießen, Brunnen Verlag, 2006
- Die Feuerteufel, Wien, Ueberreuter, 1999
- Film ab für Tobi!, Bindlach, Loewe, 2000
- Fit im Straßenverkehr, Wien, Betz, 2000
- Fixe Ideen, Münster, Ökotopia Verlag, 1994
- Funtasia, Kemnat, Gesellschaft für Jugend- und Sozialforschung, 1990
- Füße vom Tisch, Wien, Ueberreuter, 2010
- Füße vom Tisch!, Wien, Ueberreuter, 2004
- Ich freu mich auf die Schule!, Würzburg, Ensslin
- Im Tal des Terrors, Wien, Ueberreuter, 2000
- Joschi im Tal der Wölfe, Bindlach, Loewe, 2001
- Katzengeschichten, Hamburg, Jumbo, 2002
- Leselöwen – Katzengeschichten, Bindlach, Loewe, 2000
- Leselöwen – Mädchengeschichten, Bindlach, Loewe, 2001
- Lesepiraten – Adventsgeschichten, Bindlach, Loewe, 2001
- Lesepiraten – Detektivgeschichten, Bindlach, Loewe, 2001, 2003, 2018
- Lesepiraten – Spukgeschichten, Bindlach, Loewe, 2002
- Mädchengeschichten, Hamburg, Jumbo, 2005
- McMorrister ermittelt, Berlin, Kinderbuchverlag
- MegaPark, München, Omnibus
- Meine schönsten Leselöwen – Katzen- und Tierfreundegeschichten, CD Katzengeschichten, 2015
- Mira Morgenstern, München, Omnibus
- Ostermann und Weihnachtshase, Langenbeutingen, LOGO Kommunikationswerkstatt, 1995
- RUDI, der Held, Frankfurt am Main, Baumhaus Verlag, 2003
- Schaf am Wind, Zürich, Baumhaus Verlag, 1999
- Schöne Ferien, Obersulm, Gesellschaft für Jugend- und Sozialforschung, 1989
- Schöne Ferien, Abstatt im Schozachtal, Gesellschaft für Jugend- und Sozialforschung, 1992
- Schöne Ferien, Langenbeutingen, Logo Kommunikationswerkstatt, 1993
- Schöne Ferien!, Düsseldorf, Inst. Juleiqua, 2007
- So werden Oldies zu Goldies, Wien, Ueberreuter, 1999
- SOS – Teenager!, Wien, Ueberreuter, 2000
- Treffpunkt Taschengeld, Bindlach, Loewe, 2000
- Trouble mit den Kids?, Reinbek bei Hamburg, Rowohlt, 2000
- Troubles mit den Kids?, Wien, Ueberreuter, 1998
- Turboschnelle Kinderspiele, Würzburg, Arena, 1998
- Welt-Kinderland, Kemnat, Gesellschaft für Jugend- und Sozialforschung, 1989
- ZAP, Frankfurt am Main, Fischer Taschenbuch Verlag